# Juno Ridge
Juno Ridge est une census-designated place du comté de Palm Beach, dans l'État de Floride, aux États-Unis,. En 2020, elle compte une population de 1 186 habitants.